# 김정기 (1893년)
김정기(金正基, 1893년 ~ 1978년 10월 29일)는 관료 출신의 대한민국 정치인이다. 평양신학교를 졸업하고 순천군수, 목포부윤, 제2대 국회의원을 역임하였다.

## 역대 선거 결과
|  | 29.90% |

|  | 20.31% |

## 참고자료
- 김정기 - 대한민국헌정회